# Ocyale
Ocyale là một chi nhện trong họ Lycosidae.